# Téssera (sinal)

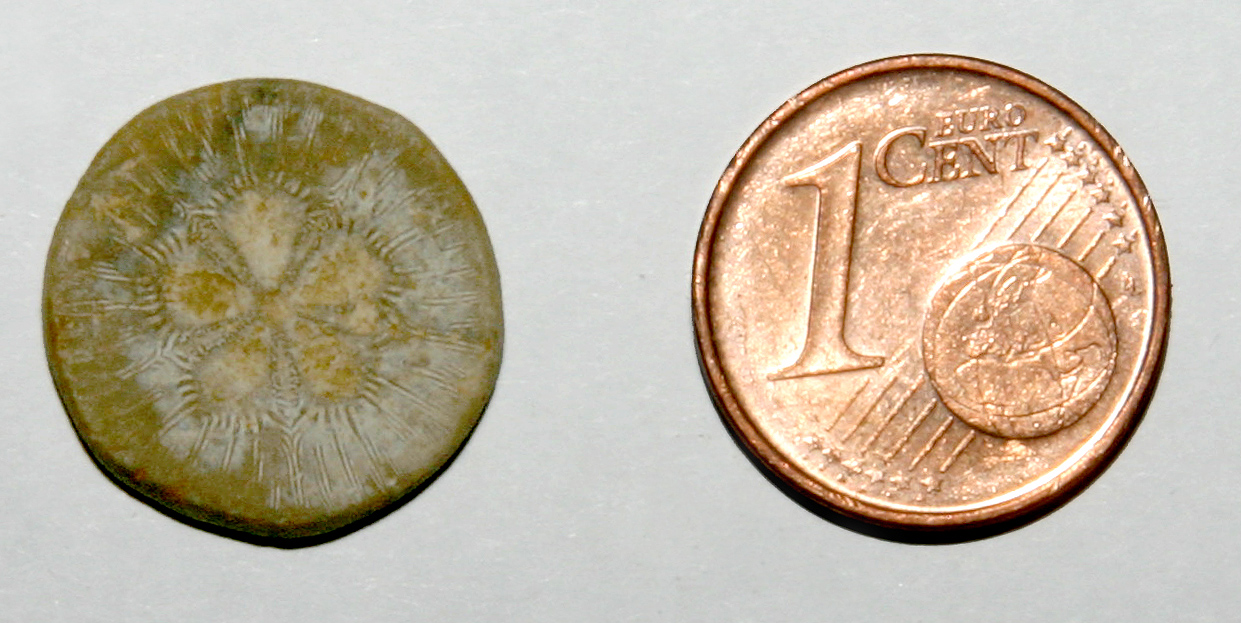
Téssera romana comparada a um centavo de euro

Téssera (em latim: tessera), na Roma Antiga, era um objeto, por vezes oblongo ou cúbico tal como os dados homônimos - Téssera (dado) - confeccionado com marfim, osso, metais ou madeira que foi utilizado como sinal em diversos contextos. Sabe-se que na ocasião da delegação enviada aos cartagineses de Aníbal durante o Cerco de Sagunto, os romanos ofereceram duas tésseras aos sitiantes, a primeira com a imagem de uma lança, e a segunda de um caduceu, para que pudessem escolher um deles. Em decorrência da aplicação do termo téssera para denotar uma ampla variedade de sinais, com o tempo o termo também passou a designar um pedaço de madeira no qual os soldados gravavam uma senha.

## Tipos de téssera

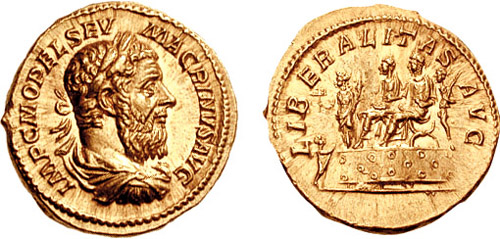
Áureo do imperador Macrino r., no qual ele é descrito no reverso concedendo tésseras frumentárias

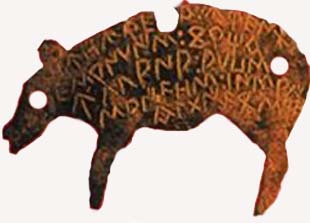
Téssera hospitalar metálica celtibera encontrada na cidade celtibero-romana de Uxama. Atualmente exposto no Museu Numantino de Sória

### Téssera frumentária
A téssera frumentária, congiária ou numária (em latim: tessera frumentaria/congiaria/nummaria) era um sinal, comparável a uma ordem de pagamento, que em certas ocasiões solenes eram dadas pelos magistrados romanos ao povo e os pobres. Algumas delas eram pagáveis em gênero, como trigo, pão, vinho, óleo, etc., enquanto outras, dependendo da cifra, em dinheiro. Durante grandes festas, por diversas vezes, essas tésseras, à ocasião chamadas missílias (missiliae), eram arremessadas à multidão pelo imperador e nobres, com propósito de ganharam popularidade.

### Téssera hospitalar
A téssera hospitalar (em latim: tessera hospitalis) era utilizada como garantia de hospitalidade mútua, nos princípios do hospício (hospitium) romano. Era repartida em duas partes, uma para o hóspede e a outra para o hospedeiro, e nela estampava-se a cabeça de Júpiter Hospitalar. Quando havia uma declaração formal de renúncia da hospitalidade (renuntiatio), a téssera hospitalar era quebrada em pedaços, e quando havia violação das leis de hospitalidade dizia-se tesseram confrigere.
As tésseras hospitalares não eram exclusivas dos romanos, tendo sido encontradas várias delas em sítios arqueológicos de outras culturas como, por exemplo, aquela téssera etrusca feita em marfim descoberta no sítio de Santo Omobono, em Roma, ou aquela outra etrusca dum túmulo do século VI a.C. situado próximo a Cartago. Na Celtiberia foram descobertas várias tésseras hospitalares de bronze com inscrições celtiberias gravadas. Podiam ter formas geométricas, zoomórficas (cavalo, javali, peixe, porco, pombo, touro, etc.) ou de mãos entrelaçadas e suas inscrição variaram de uma até 26 palavras.

### Téssera militar
No contexto militar havia a téssera militar (em latim: tessera militai), a contraparte latina do síntima grego (em grego: σύνθημα; romaniz.: sýnthima) descrito por Xenofonte,[a] que consistia num pedaço de madeira no qual os soldados gravavam uma senha. Antes das tropas confrontarem seus adversários, a téssera foi determinada e transmitida através das fileiras, de modo a permitir que os soldados distinguissem amigos de inimigos. Na obra de Enéas, o Tático é descrito várias direções necessárias para se observar o téssera militar: à noite, escolhia-se uma senha a ser gravada na téssera. Ela era dada pelo tribuno militar ao décimo soldado de cada manípulo (chamado tesserário) que levava-a para sua tenda para então entregá-la para o centurião de número nove. Dai erra passada para o centurião de número oito e assim por diante até retornar para o tribuno.